# Jogforrás

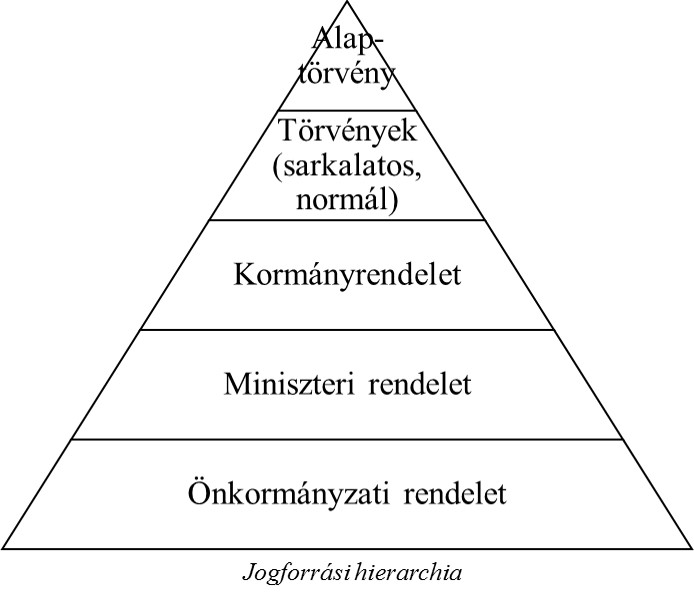
A jogforrási hierarchia Magyarországon 2012-től

A jogforrás jogi fogalom. Egyik értelemben alanyi  jogforrásról beszélünk, másik értelemben pedig tárgyi jogforrásról. Mindezek koronként és országonként különböznek  illetve időről-időre  változnak.

## Fogalma
A jogforrás kifejezést a jogtudomány többféleképpen értelmezi. Eszerint a jog forrása lehet az állam, mint minden jog forrása. Jog forrása lehet minden olyan tény, amelyhez szubjektív jog szerzése fűződik, végül a jog forrásai lehetnek mindazok az  okiratok, jogszabályok, amelyek  közvetítik a jogrend ismeretét.
Alf Ross megfogalmazta 1929-ben Theorie der Rechtsquellen című művében: „a jog végső forrása a rendszerben van […]. A jogrendszer a végső jogforrás."

## Különböző felosztások
A jogforrások felosztása több szempont szerint lehetséges:

### Az alanyi és tárgyi jogforrások
Az alanyi jogforrások a jogalkotó szervek, míg a tárgyi jogforrások  maguk a jogszabályok, azok megjelenési formái.

### Az anyagi és alaki jogforrások
Anyagi jogforrások azon jogforrások, amelyek létesítik a jogot, míg alaki jogforrások azok a jogforrások, melyek a már keletkezett, fennálló szabályokat foglalják magukban.

### Belső és külső jogforrások
Belső jogforrás az a hatalom, amely a jogot alkotja, amely jogalkotó képességgel rendelkezik, míg külső a jogszabály megjelenési formája, ami alapján megismerhető az adott jogszabály.

### Írott és íratlan jogforrások
Az írott jogszabály a jogalkotó szervtől származó, leírt normatíva, mint pl.: törvény, rendelet, míg az íratlan jogforrás a jogalkalmazó döntéseiben keletkező jog, amely az ismétlődő követés, a kikényszerítés és az állam jogalkotó szerveinek hozzájárulása folytán általános és kötelező jogi szabállyá válik, pl. judge made law, szokásjog.

### Területi hatályuk szerint
Lehetnek olyan jogforrások, amelyek egy ország egész területén érvényesek, és lehetnek helyi, partikuláris jogforrások.

### Személyi hatályuk szerint
Vannak általános érvényű jogforrások, melyek egy területen mindenkire kiterjednek, és vannak olyanok, amelyek egy országban csak egyes csoportokra bírnak hatállyal.

## A jogforrások története

### Tárgyi jogforrások a római jogban
- szokásjog (consuetudo)
- törvény (lex)
- senatus consultum
- edictum
- jogtudomány (iurisprudentia)
- császári rendelet

### Tárgyi jogforrások az 5-6. századtól a 9-10. századig
- lex
- pactus, capitulare